# Тарасенков, Владимир Иванович
Владимир Иванович Тарасенков (род. 10 мая 1946, Москва) — советский боксёр, призёр чемпионатов СССР, чемпион Европы, мастер спорта России международного класса.

## Карьера
Выступал в средней весовой категории (до 75 кг). В 1969 году выиграл звание чемпиона Европы. Участник матчевых встреч СССР — США. В 1969 году в Лас-Вегасе в матче СССР — США Тарасенков проиграл по очкам Джонни Болдуину Проживает в Одинцово. На следующий год в Лужниках Тарасенков по очкам выиграл у Ларри Уорда.

## Спортивные результаты
- Чемпионат СССР по боксу 1969 года — ;
- Чемпионат СССР по боксу 1970 года — ;
- Чемпионат СССР по боксу 1972 года — ;